# Alba Volán Székesfehérvár

Früheres Logo von Alba Volán Székesfehérvár

Hydro Fehérvár AV19 ist ein ungarischer Eishockeyclub in Székesfehérvár, der 1960 als Budapesti Volan SC gegründet wurde. Bisher gelang 13 Mal der Gewinn der ungarischen Meisterschaft. Vor der Saison 2007/08 stellte der Verein einen Lizenzantrag für die Erste Bank Eishockey Liga und wurde angenommen. Fehérvár AV19 nimmt somit seit 2007 an der EBEL teil, spielt aber weiterhin mit einer zweiten Mannschaft in der ungarischen Liga bzw. der internationalen Erste Liga.

## Geschichte
Nachdem die Mannschaft lange Zeit nur im Mittelfeld der ungarischen Teams zu finden gewesen war, stieg sie etwa zur Jahrtausendwende zu den Top-Mannschaften der Nation auf. Dies gipfelte in den Serienmeistertiteln der ungarischen Liga, die den Verein schließlich dazu bewogen, den Aufnahmeantrag für die stärkere österreichische Liga zu stellen. Dies geschah auch vor dem Hintergrund, die Spieler des Nationalteams besser an das A-Gruppen-Niveau heranführen zu können. Obwohl Alba Volán in der ersten EBEL-Saison noch Lehrgeld bezahlen musste und abgeschlagen auf dem letzten Platz landete, gelang der ungarischen Nationalmannschaft bei der Eishockey-Weltmeisterschaft 2008 nach siebzig Jahren wieder der Aufstieg in die höchste internationale Spielklasse.
In die Saison 2008/09 startete Alba Volán mit einer überraschenden Siegesserie und konnte sich zu Meisterschaftsbeginn im Tabellen-Mittelfeld platzieren. Am 21. Spieltag artete das Heimspiel gegen den EC Red Bull Salzburg jedoch in eine Härteschlacht aus. Von den danach vom Strafsenat verhängten langen Sperren erholte sich die Mannschaft aufgrund des dezimierten Kaders und des hohen Kräfteverschleißes nicht mehr, sodass die Saison diesmal auf dem vorletzten Platz beendet wurde.
Einen Schock löste knapp nach Saisonende der Tod von Gábor Ocskay aus, der seit Jahren einer der Führungsspieler der Mannschaft und eine der beliebtesten Persönlichkeiten im Team gewesen war. Ihm zu Ehren benannte sich der Verein in Anspielung auf seine Rückennummer in Alba Volán 19 um. Im Sommer 2009 wurde das Team auf vielen Schlüsselpositionen verstärkt, wobei es auch gelang, weitere gute einheimische Spieler und erfahrenere Legionäre zu verpflichten. Der kontinuierliche Aufbau trug erste Früchte in der Saison 2009/10, in der die Mannschaft erstmals die Playoffs der EBEL erreichte und die Vorrunde auf Rang sieben abschloss. Im Viertelfinale folgte jedoch ein frühes Aus gegen die Vienna Capitals, wobei jedoch das erste Spiel auf Wiener Eis gewonnen werden konnte.
Im Jahr 2009 nannte sich der Klub nach dem Hauptsponsor Sapa Profiles Kft Ungarn, der ungarischen Niederlassung eines schwedischen Aluminium-Konzerns in Sapa Fehérvár AV19 um.

### International
Seit 2004 nimmt die Mannschaft auch regelmäßig am IIHF Continental Cup teil. Als Gastgeber der Finalturniere seit 2005 ist die Mannschaft dort gesetzt, konnte aber bisher nur 2004/05 einen Sieg erringen. Der Sieg über die HC Milano Vipers brachte den dritten Platz im Turnier ein.

### Eishalle
Die Ifjabb Ocskay Gábor Jégcsarnok entstand 1991 durch die Überdachung der offenen Eisfläche. Im Jahr 2002 wurde die Halle erneut umgebaut und auf eine Kapazität von 3.500 Zuschauern, inklusive 1.000 Sitzplätzen erweitert.
Die Eissporthalle enthält neben den Umkleiden ein Fanartikelgeschäft, eine Fan-Bar, einen separaten, gesicherten Gästebereich und entspricht auch weiteren Standards einer modernen Arena. Dis Eishalle beherbergte die IIHF-Weltmeisterschaft 2002 der Division 1, das Finalturnier der IIHF Continental Cups 2005, 2006 und 2007, und war Austragungsort mehrerer internationaler Turniere und Freundschaftsspiele.

### Weitere Mannschaften
Neben diversen Jugendteams unterhält der Verein auch eine Mannschaft, die an der ungarischen Liga und der internationalen MOL Liga teilnimmt. Die Spieler der EBEL-Mannschaft stoßen, wenn der Spielplan es zulässt, nach Beendigung der EBEL-Saison zu diesem Team hinzu.

## Spieler

### Bekannte ehemalige Spieler
Teamzugehörigkeit und Position in Klammern
| - Gábor Ocskay (1993–2009, Stürmer) Ocskay stammte aus den Nachwuchsteams von Alba Volán und spielte während seiner gesamten Profikarriere bei dieser Mannschaft, wo er im Lauf der Jahre zu einem wichtigen Führungsspieler und zu einer allseits beliebten Persönlichkeit wurde. Er verstarb im Frühjahr 2009 an einem Herzinfarkt. Ihm zu Ehren benannte sich die Mannschaft in Alba Volán 19 um. | - Levente Szuper (2008–2009, Torhüter) Der ungarische Nationaltorwart stand für eine Saison im Kader von Alba Volán. | - Krisztián Budai (1997–2008, Torhüter) Krisztián Budai spielte beinahe seine gesamte Karriere bei Alba Volán und absolvierte auch bisher 107 Spiele für das ungarische Nationalteam. |

## Trainergeschichte
| Zeit                | Nation             | Trainer             | Anmerkungen                                                       |
| ------------------- | ------------------ | ------------------- | ----------------------------------------------------------------- |
| 1977/78 – 1978/79   | Ungarn 1957        | József Kertész      |                                                                   |
| 1979/80 – 1980/81   | Ungarn 1957        | Ambrus Kósa         | 1 × ungarischer Meister                                           |
| 1981/82 – 1982/83   | Ungarn 1957        | János Balogh        |                                                                   |
| 1983/84 – 1984/85   | Ungarn 1957        | Antal Palla         |                                                                   |
| 1985/86 – 1987/88   | Ungarn 1957        | Gábor Ocskay senior |                                                                   |
| 1988/89             | Ungarn 1957        | Ferenc Lőrincz      |                                                                   |
| 1989/90 – 1990/91   | Ungarn             | Tamás Elek          |                                                                   |
| ?                   | ?                  | ?                   | ?                                                                 |
| 1996/97             | Ukraine            | Borisz Puskarjov    |                                                                   |
| 1997/98 – 1999/2000 | Ungarn             | Tibor Kiss          |                                                                   |
| 2000/01 – 2002/03   | Slowakei           | Jan Jasko           | 2 × ungarischer Meister                                           |
| 2003/04             | Slowakei           | Branislav Sajban    | 1 × ungarischer Meister                                           |
| 2003/04 – 2005/06   | Kanada             | Pat Cortina         | 3 × ungarischer Meister                                           |
| 2006/07             | Tschechien         | Karol Dvorak        | 1 × ungarischer Meister                                           |
| 2006/07 – 2007/08   | Slowakei           | Jan Jasko           | 1 × ungarischer Meister, vorzeitige Entlassung                    |
| 2007/08             | Ungarn             | Lajos Énekes        | Interimstrainer                                                   |
| 2007/08 – 2008/09   | Vereinigte Staaten | Ted Sator           | 1 × ungarischer Meister, 1 × Platz 10, 1 × Platz 9 (EBEL)         |
| 2008/09             | Ungarn             | Lajos Énekes        | 1 × ungarischer Meister                                           |
| 2009/10             | Finnland           | Jarmo Tolvanen      | Viertelfinal-Out (EBEL), 1 × ungarischer Meister                  |
| 2010                | Schweden           | Ulf Weinstock       | im Oktober 2010 vorzeitig entlassen                               |
| 2010–2012           | Kanada             | Kevin Primeau       | 1 × ungarischer Meister; im Oktober 2012 durch Jan Neliba ersetzt |
| 2012/13             | Tschechien         | Jan Neliba          |                                                                   |
| 2013/14             | Kanada             | Marty Raymond       |                                                                   |
| 2014–Jan. 2016      | Vereinigte Staaten | Rob Pallin          | 49 Siege                                                          |
| Jan.–April 2016     | Finnland           | Hannu Järvenpää     |                                                                   |
| April–Aug. 2016     | Kanada             | Tyler Dietrich      |                                                                   |
| Aug. 2016–Nov. 2017 | Kanada             | Benoît Laporte      |                                                                   |
| Nov. 2017–Jan. 2020 | Finnland           | Hannu Järvenpää     |                                                                   |
| Jan. 2020–Apr. 2021 | Finnland           | Antti Karhula       |                                                                   |
| Mai 2021–2023       | Vereinigte Staaten | Kevin Constantine   |                                                                   |
| seit 2023           | Ungarn             | Dávid Kiss          |                                                                   |

## Statistiken und Rekorde

### Vereinsstatistiken
Die folgende Tabelle gibt die Bilanz des Clubs in der Erste Bank Eishockey Liga wieder. Berücksichtigt wurden sämtliche Vorrunden-, Zwischenrunden- und Playoff-Ergebnisse. Nicht berücksichtigt wurden Bonuspunkte.
| Saison  | Hauptrunde | Hauptrunde | Hauptrunde | Hauptrunde | Hauptrunde | Hauptrunde | Hauptrunde | Hauptrunde | Hauptrunde | Hauptrunde | Playoffs | Playoffs | Playoffs | Playoffs | Playoffs | Playoffs | Playoffs | Anmerkung                        |
| Saison  | Spiele     | S          | SNV        | NNV        | N          | T          | GT         | TVH        | Punkte     | Rang       | Spiele   | S        | N        | NNV      | T        | GT       | TVH      | Anmerkung                        |
| ------- | ---------- | ---------- | ---------- | ---------- | ---------- | ---------- | ---------- | ---------- | ---------- | ---------- | -------- | -------- | -------- | -------- | -------- | -------- | -------- | -------------------------------- |
| 2007/08 | 42         | 7          |            | 4          | 31         | 78         | 152        | −74        | 18         | 10         | −        | −        | −        | −        | −        | −        | −        | Rang 10, keine Playoff-Teilnahme |
| 2008/09 | 54         | 17         |            | 9          | 28         | 129        | 178        | −49        | 43         | 9          | −        | −        | −        | −        | −        | −        | −        | Rang 9, keine Playoff-Teilnahme  |
| 2009/10 | 54         | 25         |            | 7          | 22         | 165        | 184        | −19        | 57         | 7          | 5        | 1        | 2        | 2        | 12       | 20       | −8       | Viertelfinal-Out                 |
| 2010/11 | 54         | 21         |            | 7          | 26         | 162        | 203        | −41        | 49         | 9          | −        | −        | −        | −        | −        | −        | −        | Rang 9, keine Playoff-Teilnahme  |
| 2011/12 | 50         | 27         |            | 4          | 19         | 169        | 148        | +21        | 58         | 3          | 6        | 2        | 3        | 1        | 24       | 17       | +7       | Viertelfinal-Out                 |
| 2012/13 | 54         | 24         |            | 3          | 27         | 153        | 172        | −19        | 51         | 11         | −        | −        | −        | −        | −        | −        | −        | Rang 11, keine Playoff-Teilnahme |
| 2013/14 | 54         | 26         |            | 7          | 21         | 151        | 168        | −17        | 59         | 7          | 4        | 0        | 3        | 1        | 7        | 14       | −7       | Viertelfinal-Out                 |
| 2014/15 | 54         | 31         |            | 1          | 22         | 164        | 161        | +3         | 63         | 4          | 6        | 2        | 2        | 2        | 14       | 16       | −2       | Viertelfinal-Out                 |
| 2015/16 | 54         | 17         | 7          | 5          | 25         | 136        | 154        | −18        | 72         | 10         | -        | -        | -        | -        | -        | -        | -        | Rang 10, keine Playoff-Teilnahme |
| 2016/17 | 54         | 13         | 8          | 6          | 27         | 145        | 189        | −42        | 61         | 12         | -        | -        | -        | -        | -        | -        | -        | Rang 12, keine Playoff-Teilnahme |
| Summe   | 524        | 208        | 15         | 53         | 248        | 1316       | 1555       | −237       | 459        | −          | 21       | 5        | 10       | 6        | 57       | 67       | −10      |                                  |

Legende:
 S = Siege, N = Niederlagen in regulärer Spielzeit, NNV = Niederlagen nach Verlängerung oder Penaltyschießen, Sieg% = Prozentsatz der erzielten an den insgesamt möglichen Punkten, TVH = Torverhältnis

### Nachwuchs
| Saison  | U20 EBYSL     | U18 EBJL      |
| ------- | ------------- | ------------- |
| 2012/13 | Meister       | --            |
| 2013/14 | Finale        | Meister       |
| 2014/15 | Meister       | Viertelfinale |
| 2015/16 | Viertelfinale | Meister       |
| 2016/17 | Viertelfinale | Meister       |

## Zuschauerschnitt
- Saison 2004/2005: 1.550 Zuschauer pro Heimspiel
- Saison 2005/2006: 1.326 Zuschauer pro Heimspiel
- Saison 2006/2007: 0969 Zuschauer pro Heimspiel
- Saison 2007/2008: 2.359 Zuschauer pro Heimspiel[3] (1. Saison in der EBEL)
- Saison 2008/2009: 2.860 Zuschauer pro Heimspiel
- Saison 2009/2010: 3.082 Zuschauer pro Heimspiel
- Saison 2010/2011: 3.077 Zuschauer pro Heimspiel
- Saison 2011/2012: 3.444 Zuschauer pro Heimspiel, Gesamt 96.432
- Saison 2012/2013: 3.200 Zuschauer pro Heimspiel, Gesamt 86.400
- Saison 2013/2014: 3.239 Zuschauer pro Heimspiel, Gesamt 93.931
- Saison 2014/2015: 3.267 Zuschauer pro Heimspiel, Gesamt 98.010
- Saison 2015/2016: 3.163 Zuschauer pro Heimspiel, Gesamt 85.401[4]
- Saison 2016/2017: 2.915 Zuschauer pro Heimspiel, Gesamt 78.705[5]